# HD 83443 b
HD 83443 b是一顆位於船帆座的太陽系外行星，距離地球約142光年。該行星於2000年由米歇爾·麥耶領導的日内瓦系外行星探测小组發現。該行星質量下限和土星相當，並且是已知最接近母恆星的行星之一，和母恆星的距離大約只有日地距離的二十五分之一，公轉週期只有3日。